# الاضطراب الاكتئابي الطفيف
الاضطراب الاكتئابي الطفيف (بالإنجليزية: Minor depressive disorder)‏ويعرف أيضًا بالاكتئاب الطفيف وهو اضطراب مزاجي لا يقبل المعايير الكاملة لاضطراب الاكتئاب الشديد ولكن تظهر أعراض الاكتئاب لمدة أسبوعين ويمكن رؤية هذه الأعراض في العديد من الاضطرابات النفسية والعقلية المختلفة  والتي يمكن أن تؤدي إلى تشخيص أكثر تحديدًا لحالة الفرد ويمكن رؤية هذه الأعراض في العديد من الاضطرابات النفسية والعقلية المختلفة والتي يمكن أن تؤدي إلى تشخيص أكثر تحديدا لحالة الفرد ومع ذلك  قد لا تتضمن بعض الحالات ضمن فئات محددة مدرجة في الدليل التشخيصي والإحصائي للاضطرابات العقلية. والاضطراب الاكتئابي الطفيف هو مثال على واحد من هذه التشخيصات التي تكون غير محددة لأنه اضطراب مصنّف في الطبعة الرابعة من الدليل التشخيصي والإحصائي تحت فئة اضطراب اكتئابي غير محدد (DD-NOS) تصنيف NOS الاضطرابات الاكتئابية للمناقشة ولم يكن الاضطراب الاكتئابي الطفيف مصطلحًا مقبولًا رسميًا ولكنه كان مدرجًا في الملحق بالدليل التشخيصي والإحصائي للاضطرابات النفسية وهذا هو الإصدار الوحيد من DSM الذي يحتوي على المصطلح حيث أن الإصدارات السابقة والإصدار الأحدث و DSM لا تذكره
ويعتبر الشخص مصابًا باضطراب اكتئابي طفيف إذا عانى من 2 إلى 4 أعراض اكتئابية حيث كان أحدهما إما مزاجًا مكتئبًا أو فقدًا للاهتمام أو المتعة خلال فترة أسبوعين ولا يجب أن يكون الشخص قد عانى من الأعراض لمدة عامين ويجب ألا يكون هناك حدث محدد تسبب في ظهور الأعراض على الرغم من عدم اعتبار جميع حالات اضطراب الاكتئاب الثانوي في حاجة إلى العلاج إلا أن بعض الحالات تعالج على نحو مماثل للاضطراب الاكتئابي الرئيسي ويشمل هذا  العلاج السلوكي المعرفي (CBT) والأدوية المضادة للاكتئاب والعلاج المركب الذي يدعم الكثير من الأبحاث فكرة أن الاضطراب الاكتئابي الطفيف هو مرحلة مبكرة من الاضطراب الاكتئابي الرئيسي أو أنه ببساطة تنبؤ بشدة بالاضطراب الاكتئابي الرئيسي القادم.

## الأعراض
الاكتئاب هو اضطراب بسيط مشابه جدا لاضطراب الاكتئاب الرئيسي كما في هذه الأعراض ويتأثر مزاج الشخص بالأفكار والمشاعر كونه حزينًا أو يأس عن نفسه أو فقدان المتعة في جميع الأنشطة في حياته ويمكن
للناس تجربة كثيرا  وقد تكون قليلا في حياتهم اليومية حيث يمكن أن تؤثر الأحداث أو العمل أو الإجهاد أو العديد من العوامل الأخرى على مشاعرهم في
ذلك اليوم ومع ذلك يحدث الاكتئاب عندما تستمر مشاعر الحزن  لأكثر من أسابيع.
يعتبر الشخص مصابًا باضطراب اكتئابي طفيف إذا عانى من 2 إلى 4 أعراض اكتئابية خلال أسبوعين ويسرد الدليل التشخيصي والإحصائي للاضطرابات العقلية أعراض الاكتئاب الرئيسية والمزاج المكتئب معظم اليوم  أو فقدان الاهتمام أو المتعة في الأنشطة العادية يجب أن يكون من ذوي الخبرة من قبل الفرد الذي يعتبر أنه يعاني من اضطراب اكتئابي طفيف دون أي من هذين الأعراض ولا يصنف الاضطراب على أنه اضطراب اكتئابي طفيف إلا إذا تضمنت أعراض الاكتئاب الأخرى مثل فقدان الوزن أو زيادة الوزن بشكل كبير دون محاولة اتباع نظام غذائي (زيادة ونقصان في الشهية يمكن أن توفر حلول أيضًا) والأرق أو كثرة النوم أو التحريض النفسي أو التخلف العقلي أو التعب أو فقدان الطاقة أوعدم القيمة بالمشاعر أو الإفراط بالذنب.
كل هذه العلامات يمكن أن تتراكم على بعضها البعض لإنشاء مجموعة أخرى من أعراض رئيسية من اضطراب اكتئابي طفيف وهي:  التفكير والتخطيط بالموت أو محاولة الأنتحار.
يختلف الاضطراب الاكتئابي الطفيف عن اضطراب الاكتئاب الرئيسي في عدد الأعراض الموجودة ب5 أو أكثر من الأعراض اللازمة لتشخيص اضطراب الاكتئاب الشديد وحالات كلا الاضطرابات إما مزاج مكتئب أو فقدان الاهتمام أو المتعة في الأنشطة العادية والأعراض يجب أن تكون موجودة لمدة أسبوعين أو أكثر ويجب أيضًا أن تظهر الأعراض  طول اليوم في فترة الأسبوعين ولا يمكن أن يحدث التشخيص إلا إذا تسببت الأعراض في «ضيق أو ضعف كبير» ويتألف سوء المزاج من نفس أعراض الاكتئاب ولكن ميزته الرئيسية القابلة للتبديل هي طبيعته الأطول أمدا مقارنة بالاضطراب
الاكتئابي البسيط ويستبدل Dysthymia في DSM-5 عن طريق اضطراب اكتئابي مستمر والذي جمع بين عسر الحركة مع اضطراب اكتئابي مزمن.

## العلاج
لم يدرس علاج الاضطراب الاكتئابي البسيط على نطاق واسع مثل الاضطراب الاكتئابي الرئيسي على الرغم من وجود بعض التماثل في العلاجات غالبا إلا أن هناك اختلافات في ما قد يستخدم بشكل أفضل لعلاج اضطراب اكتئابي طفيف وبعض دافعي الأطراف الثالثة لا يدفعون لتغطية علاج الاضطراب الاكتئابي البسيط.
تقنيات العلاج الرئيسية للاضطراب الاكتئابي البسيط هي استخدام مضادات الاكتئاب والعلاج عادة ويعالج المرضى الذين يعانون من اكتئاب طفيف عن طريق الانتظار المراقب ومضادات الاكتئاب الموصى عليها  وتقديم المشورة الداعمة الوجيزة ولكن علاج حل المشكلة للرعاية الأولية (PST-PC) هو العلاج السلوكي المعرفي الذي اكتسب شعبية في إحدى الدراسات وتبين أن علاج حل مشكلة الرعاية الأولية (PST-PC) وParoxetine  وهو مضاد للاكتئاب فعال بنفس القدر في تقليل الأعراض بشكل كبير وفي دراسة أخرى قارنة PST-PC مع المزيد من العناية المعتادة في ذلك الوقت وظهر أنها تقلل من الأعراض بسرعة أكبر على الرغم من استخدام مضادات الاكتئاب على نطاق واسع لا يتفق الجميع على أنه علاج مناسب لبعض حالات اضطراب الاكتئاب الطفيف
البديل الآخر الذي بحث هو استخدام نبتة سانت جون (عرن مثقوب) درس هذا العلاج بالاعشاب من قبل مجموعات مختلفة بنتائج مختلفة وتُظهر بعض الدراسات وجود حل على أن العلاج مفيد لعلاج الاكتئاب الطفيف ولكن هناك دراسات أخرى تثبت أنه لا أفضل من العلاج الوهمي.

## التاريخ
وفي صميمها:  هو اضطراب اكتئابي طفيف هو نفس مرض اضطراب الاكتئاب الرئيسي مع الوضوح قليل وهذا يربط تاريخها عن كثب باضطراب الاكتئاب الشديد ولقد كان الاكتئاب في الماضي محاطا بالغموض إلى حد كبير حيث كانت أسبابه وعلاجه غير معروفين إلى حد كبير وبحلول الخمسينيات من القرن العشرين كان من الواضح أن الاكتئاب يمكن أن يكون مرضًا عقليًا وجسديًا إلى حد كبير وبالتالي يمكن معالجته من خلال العلاج النفسي والأدوية وعندما أنشئ DSM-IV-TR ووضح اضطراب الاكتئاب الرئيسي أكثر وضوحًا وبدا أن هناك مجموعة غير مصنفة من الاكتئاب لم يكن لدى الأشخاص في هذه الفئة مجموعة كاملة من الأعراض
بالاكتئاب الشديد لكنهم ما زالوا يعانون من الاكتئاب دون شك وكان الحل DSM-IV-TR لهذا النطاق غير المخطط له من الاكتئاب لإنشاء اضطراب الاكتئاب ليس خلاف ذلك المحددة (NOS) وهذه المجموعة من الاضطرابات غير المحددة شملت اضطراب اكتئابي طفيف في التحول الأخير إلى DSM-5 الحالي ووضع اضطراب الاكتئاب من قائمة اضطرابات الاكتئاب.
مع اختفاء اضطراب اكتئابي طفيف من DSM-5 وكان هناك التباس بين اضطراب داستي واضطراب اكتئابي مستمر واضطراب اكتئابي طفيف وكان اضطراب الاكتئاب هو القسم الفرعي في DSM-IV-TR تحت اضطرابات المزاج في DSM-5  يعاد تسمية dysthymia باسم «اضطراب اكتئابي مستمر (Dysthymia)» وهناك اختلافات بين اضطراب الاكتئاب المستمر والاضطراب الاكتئابي البسيط بما في ذلك: طول وجود الأعراض وعدد الأعراض الموجودة والفترات المتكررة وكان تشخيص الاضطراب الاكتئابي البسيط تاريخياً أكثر صعوبة في التحديد وهو ما يمكن أن يؤدي إلى اختفاء الاضطراب ويتضمن الدليل التشخيصي والإحصائي للاضطرابات النفسية بيانًا يشرح بالتفصيل صعوبة التشخيص «من الصعب التمييز بين الأعراض التي تفي بمعايير البحث للاضطراب الاكتئابي الصغير وبين فترات الحزن التي تشكل جزءًا أساسيًا من الحياة اليومية».